# Salix serissima
Salix serissima är en videväxtart som först beskrevs av Jacob Whitman Bailey, och fick sitt nu gällande namn av Merritt Lyndon Fernald. Salix serissima ingår i släktet viden, och familjen videväxter. Inga underarter finns listade i Catalogue of Life.